# 相模大野
相模大野（さがみおおの）は、神奈川県相模原市南区にある町名。現行行政地名は相模大野一丁目から九丁目。住居表示実施区域である。

## 概要
相模原市の南側の玄関口として再開発が進み、現在では南区における最大の都市部に成長している。南区最大の繁華街である。相模大野駅は小田急小田原線と江ノ島線の2路線が乗り入れ、南区最大の利用者数を誇る(約13万人/日)。しかしながら、商業面においては隣接駅の町田駅周辺の方が既に大規模な商圏が形成されていたことから、規模としては中程度とされる。相模原市（旧市街地）北部の中心地である橋本（緑区）に対する南部の交通・商業の中心地として機能している。2019年には市内唯一の百貨店であった伊勢丹相模原店が閉店した。

## 地理
- 小田急小田原線と小田急江ノ島線の分岐する相模大野駅を中心とした地域であり、相模大野一丁目〜六丁目は駅北側に、相模大野七丁目〜九丁目は駅南側に位置する。
- 1941年4月29日にこの地域を含む高座郡大野村等が合併して高座郡相模原町となったが、このあたりが属する大字上鶴間は大野村としては南の方に位置する。
  - 相模原市を出張所（現：まちづくりセンター）で分けたエリアでは大野南出張所（現：南区役所）管内となる（市の記事の町名を参照のこと）。このため、市の行政機関などで大野と付く施設等に行く場合には注意が必要である。
    - 駅の北側にも大野南と付く施設がある（大野南中学校、大野南出張所など）。
    - 市の行政機関などで大野や大野中と付く施設は旧大野村の地理的な中心に近い古淵駅近辺が多い（大野小学校、大野中出張所（現：大野中まちづくりセンター）など）。旧大野村の村役場もここ（現：大野中まちづくりセンター）に置かれた。
    - 市の行政機関などで大野北と付く施設は淵野辺駅を最寄り駅とするものが多い（大野北小学校、大野北出張所（現：大野北まちづくりセンター）など）。
- かつての相模大野は、米陸軍医療センターがある他、4、5件の商店が桑畑の中の農道に点在するくらいであったが、1959年に日本住宅公団（当時）が建設した相模大野団地（現：プラザシティ相模大野）ができてから、次々と商店が進出して商店街が形成され、宅地化が始まった。
  - 現在の相模大野地区の大部分が属していた大字上鶴間の古くからの中心集落は、原町田駅（現町田駅）に近い境川南側の区域である。現在の相模大野周辺には「谷口（やぐち）」と呼ばれる集落があった。
- 相模大野駅周辺は、地理的条件に恵まれ市内で最も人口が集中してきたものの、急激な都市化に伴う無秩序な開発と公共施設整備の遅れによって、効果的な土地利用が妨げられてきた。駅周辺は、中央を南北に流れる深堀川を除くと一般に平坦な地形であり、駅前広場は北口のみで隘のため人と車が錯綜し、駅周辺には主要幹線道路がなく幅員の狭い市道と農道だけであったため、交通の混雑をきたしていた。農地や山林等の低未利用地も多く、駅周辺市街地としての特質が見られていなかった。そこで、相模原市が施行者となり、1972年から2000年まで相模大野駅周辺土地区画整理事業が実施され、市の南の玄関口にふさわしい魅力と活力あふれる中心市街地を形成した。現在、駅北口は商業地となり、駅南口はマンションが林立している。
- 米陸軍医療センターが1981年に日本政府へ返還後、「ロビーシティ相模大野」をキャッチフレーズに、跡地整備事業が実施された。市が複合文化施設（グリーンホール相模大野）、立体駐車場、中央公園を建設した。また住宅・都市整備公団（当時）が百貨店（伊勢丹相模原店 - 2019年閉店）、専門店街（ロビーファイブ）、マンション16棟（ロビーシティ相模大野五番街）を建設した。その際、留保地とされた地域には、外務省研修所及び国家公務員相模大野住宅（12階建3棟）が建設された。
  - 相模大野駅の旧称の通信学校前の由来となる旧陸軍通信学校は、現在の町名では相模大野ではなく文京となる。この旧陸軍通信学校は1938年に杉並から移転し、跡地は相模女子大学と隣接する学校となっている。
- 伊勢丹相模原店は、テレビドラマのデパート!夏物語・デパート!秋物語・夏!デパート物語でロケ地になった。 （但し、同店は2019年9月の営業を持って閉店し、その跡地への「百貨店」の出店は無かった為、相模大野でのいわゆる「百貨店」は皆無となった。）
- 相模大野は、「マンションの激戦区」と言われている。大型物件では、駅北口で大京がマンション（18階建）を建設し、2008年3月に竣工した。野村不動産も相模大野駅西側地区第一種市街地再開発事業（詳細は後述）に伴うマンション建設を発表した。さらに、駅南口では日本マランツの工場跡地（7丁目）に住友不動産が32階建、高さ100m、総戸数718の超高層マンションを建設し、2009年2月に竣工した。主な団地としては、ロビーシティ相模大野五番街・プラザシティ相模大野等が挙げられる。
  - 2025年には、伊勢丹相模原店跡地に、41階建の複合型タワーマンション「プラウドタワー相模大野クロス」が完成される予定[6][7]。

### 地価
住宅地の地価は、2023年（令和5年）1月1日の公示地価によれば、相模大野2-14-2の地点で33万円/m2、相模大野5-21-26の地点で27万3000円/m2、相模大野9-21-6の地点で30万円/m2となっている。相模原市内で最も地価が高い。

## 歴史

### 地名の由来
住居表示実施区域が相模大野駅周辺の地域であることから。

### 沿革
- 1889年4月1日　高座郡上鶴間村、鵜野森村が淵野辺村ほか2村と合併して同郡大野村となり、上鶴間、鵜野森は同村の大字となる。
- 1940年3月13日　原町田陸軍病院（のち相模原陸軍病院）が開院式を実施する。
- 1941年4月29日　大野村が上溝町ほか1町5村と合併して高座郡相模原町となる。
- 1945年9月2日　相模原陸軍病院が接収され、同月26日米陸軍128病院（のち米陸軍医療センター）となる。
- 1948年4月1日　相模原町役場大野南支所が開設される。
- 1949年2月24日　相模原開発畑地灌漑事務所が開設される。
- 1952年5月26日　県税事務所相模原出張所が相模大野駅前に完成する。
- 1954年11月20日　市制が施行され、相模原市となる。
- 1956年5月1日　大野南支所が大野南分室に改称される。
- 1961年6月1日　消防署南出張所が開設される。
- 1963年9月　相模大野駅周辺地区をモデルケースとして、週1回の収集場所方式ごみ収集を試行する。
- 1963年12月8日　市内初の大規模小売店舗、オダキューOX相模大野店が開店する。（店舗面積：1,125m2）[9][10]
- 1966年1月　ベトナム戦争が激化し、米陸軍医療センターに傷病兵が搬送される。
- 1966年9月1日　市内初の横断歩道橋が東京都道・神奈川県道51号町田厚木線の相模女子大学入口に設置される。
- 1970年10月1日　大野南分室が大野南出張所に改称される。
- 1972年2月21日　相模大野駅周辺土地区画整理事業が始まる。（施行者：相模原市）
- 1972年2月21日　県高相合同庁舎が完成する。
- 1972年6月1日　消防署南出張所が南分署に改称される。
- 1975年2月1日　老人いこいの家（相模原市南大野老人いこいの家）が開設される。
- 1975年4月1日　消防署南分署が南消防署に昇格する。
- 1977年4月1日　福祉事務所南分室（現・南福祉事務所）が開設される。
- 1978年4月25日　相模原社会保険事務所新庁舎が完成する。
- 1979年4月1日　新町中学校が開校する。
- 1981年4月1日　米陸軍医療センターが日本政府に全面返還される。
- 1983年8月29日　市域南部の行政拠点となる南合同庁舎が完成し、併設する大野南出張所・南市民ホール等も業務を開始する。
- 1983年11月30日　市道相模大野東通り線の相模大野立体交差が開通する。
- 1983年12月7日　生きがい事業団南分室が開設される。
- 1984年3月30日　相模大野駅南口駅前広場が利用開始となる。
- 1985年4月1日　神奈川県立相模大野高等学校が開校する。
- 1987年3月　富士スーパー相模大野店が開店する。（店舗面積：1,696m2）[10]
- 1987年10月1日　南消防署新庁舎が業務を開始する。
- 1987年　ロビーシティ相模大野五番街に入居が開始される。（16棟1,081戸）
- 1988年10月1日　市民ロビー相模大野が開設、相模原パートバンク等が業務を開始する。
- 1988年11月1日　初めての有料市営駐車場、相模大野立体駐車場が開設される。
- 1989年6月13日　市立複合文化施設の愛称が「グリーンホール相模大野」に決定する。
- 1989年12月1日　相模原南メディカルセンターがグリーンホール相模大野内に開設、休日・夜間急病診療を開始する。
- 1989年12月1日　相模大野中央公園が開園する。
- 1990年1月8日　文化会館（相模原市文化会館）がグリーンホール相模大野内に開館する。
- 1990年1月9日　相模大野図書館がグリーンホール相模大野内に開館する。
- 1990年3月　市道相模大野駅前通り線（コリドー街）が完成する。
- 1990年9月25日　伊勢丹相模原店が開店する。（店舗面積：29,500m2）
- 1990年10月　第1回相模大野まんどうまつりが開催される。（以降、毎年同時期に開催、2009年10月開催の第20回をもって終了）
- 1990年11月30日　ロビーファイブが開店する。（店舗面積：2,960m2）
- 1991年3月17日　相模大野駅西側の歩行者用跨線橋「サンデッキ相模大野跨線橋」が完成する。
- 1992年4月25日　レガロが開店する。（店舗面積：2,970m2）
- 1992年6月1日　南消防署上鶴間分署が開設される。
- 1992年9月24日　相模大野岡田屋モアーズが開店する。（店舗面積：6,204m2）
- 1993年4月9日　伊勢丹相模原店A館及びB館が開店する。（店舗面積：7,805m2）
- 1993年　外務省研修所が竣工する。（構造規模：鉄筋コンクリート造地上5階地下1階、敷地面積：18,000m2、建築面積：2,941m2、延床面積：9,858m2）
- 1994年4月16日　相模大野駅北口のペデストリアンデッキ「サンデッキ相模大野」が完成、全面供用開始する。
- 1996年11月1日　相模大野駅ビル（小田急相模大野ステーションスクエア）が完成する。（店舗面積：24,133m2）
- 1996年12月　相模大野駅北口駅前広場が完成、南口ペデストリアンデッキが完成する。
- 1997年4月29日　ハーモス相模大野が開店する。（店舗面積：2,271m2）
- 1999年　国家公務員相模大野住宅が竣工する。（鉄筋コンクリート造12階建3棟451戸）
- 2000年2月25日　相模大野駅周辺土地区画整理事業が完了する。
- 2003年4月1日　「相模原南メヂカルセンター」が「相模原南メディカルセンター」に改称される。
- 2005年4月1日　南保健福祉センターが開設される。
- 2005年8月20日　第1回相模大野もんじぇ祭りが開催される。（以降、毎年同時期に開催）
- 2007年3月16日　「合同庁舎前」バス停が「高相合同庁舎前」に改称される。
  - 城山町・藤野町との合併に伴う市内バス停名称の重複や周辺施設名称との整合を図ることが目的。
- 2007年3月27日　相模大野駅北口第3路上等自転車駐車場が開設され、市は相模原南警察署と連携し、4月末までコリドー街周辺の放置自転車・バイクの撤去強化を図る。
- 2009年4月1日　神奈川県立相模原中等教育学校が開校する。
- 2009年12月11日　コリドー街等に、「コリドー等グレードアップ事業」と称した装飾照明やフラッグ等の新設が完了し、点灯式を開催する。
- 2010年4月1日　政令指定都市移行に伴い、市南合同庁舎を市南区合同庁舎に改称し、南区役所を設置する。
- 2010年10月24日　第1回相模大野かぼちゃまつりが開催される。
- 2013年3月15日　bono（ボーノ）相模大野が開店する。
- 2019年9月30日　伊勢丹相模原店が閉店する。

### 町名の変遷
- 1981年7月1日　大字上鶴間及び大字鵜野森の一部が相模大野1丁目～3丁目、5丁目～6丁目になる。
- 1982年7月1日　大字上鶴間が相模大野7丁目～9丁目になる。
- 1986年7月1日　大字上鶴間の米陸軍医療センター跡地が相模大野4丁目になる。
- 1998年11月1日　大字上鶴間の相模大野駅周辺土地区画整理事業区域のうち、国道16号西側部分が相模大野3、7、8丁目に編入される。

## 世帯数と人口
2020年（令和2年）10月1日現在（国勢調査）の世帯数と人口（総務省調べ）は以下の通りである。
| 丁目           | 世帯数     | 人口     |
| -------------- | ---------- | -------- |
| 相模大野一丁目 | 527世帯    | 1,037人  |
| 相模大野二丁目 | 1,150世帯  | 2,012人  |
| 相模大野三丁目 | 1,263世帯  | 2,362人  |
| 相模大野四丁目 | 1,396世帯  | 3,372人  |
| 相模大野五丁目 | 1,775世帯  | 3,052人  |
| 相模大野六丁目 | 2,458世帯  | 4,526人  |
| 相模大野七丁目 | 3,360世帯  | 6,524人  |
| 相模大野八丁目 | 1,398世帯  | 2,157人  |
| 相模大野九丁目 | 1,092世帯  | 1,844人  |
| 計             | 14,419世帯 | 26,886人 |

### 人口の変遷
国勢調査による人口の推移。
| 年                 | 人口   |
| ------------------ | ------ |
| 1995年（平成7年）  | 16,786 |
| 2000年（平成12年） | 21,660 |
| 2005年（平成17年） | 22,065 |
| 2010年（平成22年） | 24,070 |
| 2015年（平成27年） | 26,083 |
| 2020年（令和2年）  | 26,886 |

### 世帯数の変遷
国勢調査による世帯数の推移。
| 年                 | 世帯数 |
| ------------------ | ------ |
| 1995年（平成7年）  | 7,554  |
| 2000年（平成12年） | 10,374 |
| 2005年（平成17年） | 11,134 |
| 2010年（平成22年） | 12,404 |
| 2015年（平成27年） | 13,538 |
| 2020年（令和2年）  | 14,419 |

## 学区
市立小・中学校に通う場合、学区は以下の通りとなる（2018年2月時点）。
| 丁目           | 番地   | 小学校                 | 中学校                 |
| -------------- | ------ | ---------------------- | ---------------------- |
| 相模大野一丁目 | 全域   | 相模原市立若松小学校   | 相模原市立大野南中学校 |
| 相模大野二丁目 | 全域   | 相模原市立谷口台小学校 | 相模原市立大野南中学校 |
| 相模大野三丁目 | 全域   | 相模原市立谷口台小学校 | 相模原市立新町中学校   |
| 相模大野四丁目 | 1～3番 | 相模原市立若松小学校   | 相模原市立大野南中学校 |
| 相模大野四丁目 | その他 | 相模原市立谷口台小学校 | 相模原市立大野南中学校 |
| 相模大野五丁目 | 全域   | 相模原市立谷口台小学校 | 相模原市立大野南中学校 |
| 相模大野六丁目 | 19番   | 相模原市立谷口台小学校 | 相模原市立新町中学校   |
| 相模大野六丁目 | その他 | 相模原市立鶴の台小学校 | 相模原市立新町中学校   |
| 相模大野七丁目 | 全域   | 相模原市立南大野小学校 | 相模原市立新町中学校   |
| 相模大野八丁目 | 全域   | 相模原市立南大野小学校 | 相模原市立新町中学校   |
| 相模大野九丁目 | 全域   | 相模原市立南大野小学校 | 相模原市立新町中学校   |

- 3丁目と6丁目19番は指定変更許可区域。

## 事業所
2021年（令和3年）現在の経済センサス調査による事業所数と従業員数は以下の通りである。
| 丁目           | 事業所数    | 従業員数 |
| -------------- | ----------- | -------- |
| 相模大野一丁目 | 21事業所    | 143人    |
| 相模大野二丁目 | 45事業所    | 274人    |
| 相模大野三丁目 | 566事業所   | 7,703人  |
| 相模大野四丁目 | 42事業所    | 762人    |
| 相模大野五丁目 | 128事業所   | 1,210人  |
| 相模大野六丁目 | 175事業所   | 1,494人  |
| 相模大野七丁目 | 175事業所   | 2,637人  |
| 相模大野八丁目 | 174事業所   | 1,295人  |
| 相模大野九丁目 | 36事業所    | 317人    |
| 計             | 1,362事業所 | 15,835人 |

### 事業者数の変遷
経済センサスによる事業所数の推移。
| 年                 | 事業者数 |
| ------------------ | -------- |
| 2016年（平成28年） | 1,511    |
| 2021年（令和3年）  | 1,362    |

### 従業員数の変遷
経済センサスによる従業員数の推移。
| 年                 | 従業員数 |
| ------------------ | -------- |
| 2016年（平成28年） | 16,473   |
| 2021年（令和3年）  | 15,835   |

## 経済
相模大野駅周辺地区は、橋本・相模原各駅周辺地区とともに相模原市の中心部である。
また、橋本地区に続き中心市街地活性化法に基づく基本計画の区域に位置付けられている。

### 商店会
1986年3月に、商店会相互の協調を図り、各商店会の振興発展を図るとともに、相模大野地区の繁栄に寄与することを目的に、「相模大野駅周辺商店会連合会」が設立された。下記の4商店会で構成されている。
- 女子大通り商工振興会（1962年設立、会員数37）
- 相模大野銀座商店街振興組合（1963年設立、1986年法人化、会員数121)
- 相模大野北口商店会（1950年設立、会員数55）
- 相模大野南新町商店街振興組合（1964年設立、1987年法人化、会員数52）

（会員数は2006年8月1日現在）

### 金融機関
- みずほ銀行相模大野支店（3丁目）
- 三井住友銀行相模大野支店・相模原支店（3丁目）
  - 2014年11月25日に東林間支店を移転と同時に、相模大野支店と名称を変更し開店した。
  - 2021年1月18日に相模原支店（座間市相模が丘）をブランチインブランチ方式により同店舗内に移転。
- りそな銀行相模大野支店（3丁目）
- 三井住友信託銀行相模大野支店（3丁目）
- 横浜銀行相模大野支店・東林間支店（3丁目）
  - 2018年1月22日に東林間支店をブランチインブランチ方式により同店舗内に移転。
- 静岡銀行相模大野支店（3丁目）
  - 2004年2月23日に相模原支店（座間市相模が丘）を移転と同時に、相模大野支店と名称を変更し開店した。
- きらぼし銀行相模大野支店（3丁目）
  - かつて、スルガ銀行相模大野支店が存在したが、2003年2月24日に東林間支店へ店舗統合された。
  - 同じく、三菱UFJ銀行相模大野支店・相模大野駅前支店も存在したが、2021年11月22日に町田支店へブランチインブランチ方式により店舗移転・統合された。

## 施設
- 国
  - 外務省研修所（4丁目）
  - 日本年金機構
    - 相模原年金事務所（6丁目）
    - 相模大野年金相談センター（3丁目）
- 神奈川県
  - 高相合同庁舎（6丁目）
    - 相模原県税事務所
    - 相模原土木事務所
    - 高相教育事務所
    - 企業庁水道電気局相模原南水道営業所

  - 相模原南警察署相模大野駅前交番（3丁目）
  - 神奈川県立相模原中等教育学校（4丁目）
- 相模原市
  - 南区合同庁舎（5丁目）
    - 南区役所
    - 相模原南市民ホール
    - 大野南公民館
    - 南市税事務所
    - 南消費生活センター
    - 南土木事務所
    - 小田急相模原駅周辺整備事務所
    - 相模大野駅周辺整備事務所
    - 南区選挙管理委員会事務局
    - 青少年相談センター南室

  - グリーンホール相模大野（4丁目）
    - 文化会館
    - 相模大野図書館
    - 相模原南メディカルセンター

  - 南保健福祉センター（6丁目）
  - 南消防署（5丁目）
  - 南消防署上鶴間分署（7丁目）
  - 老人いこいの家（8丁目）
  - 新町中学校（9丁目）
  - 南新町児童館（9丁目）
  - 相模大野中央公園（4丁目）
  - 相模大野立体駐車場（4丁目）
- 郵便局
  - 相模大野五郵便局（5丁目）
  - 相模大野郵便局（6丁目）
  - 相模大野駅前郵便局（7丁目）

全て無集配郵便局（郵政民営化以前は特定郵便局）
- 通信
  - 東日本電信電話（NTT東日本）相模大野ビル（5丁目）
- 鉄道
  - 小田急電鉄相模大野駅（3丁目）
- バス
  - 神奈川中央交通相模大野駅前サービスセンター（3丁目）

## 相模大野駅西側地区第一種市街地再開発事業

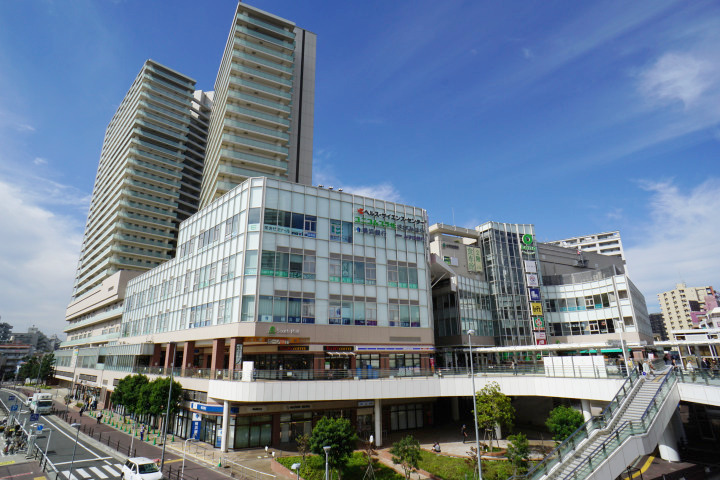
bono相模大野

- 相模大野駅北口西側地区は、1.商店街の連続性が失われつつある（空店舗の増加）、2.道路が狭隘で、かつ老朽化建築物も多く、防災上危険が多い、3.未利用の土地が多い（国有地、西友相模大野店跡地など）、4.市道磯部大野をはじめ、地区内に違法駐停車が多く、交通の妨げになっている、5.駅前を含めて、放置自転車が非常に多いため、伊勢丹相模原店・グリーンホールと駅ビルという2つの既存の核に加え、駅北口西側地区に3つ目の核をつくり、回遊性のある、魅力あるまちづくりをめざすことを目的に再開発を実施することになった。
- 経過
  - 1990年3月　西側区域整備構想策定
  - 1991年3月　西側区域基本計画策定〜権利者説明会実施〜
  - 1992年4月　第一地区準備組合設立
  - 1995年11月　第二地区準備組合設立
  - 1998年5月　西側地区市街地再開発準備組合の設立（第一・第二地区一本化）
  - 1999年9月　核店舗に髙島屋が出店表明
  - 1999年11月　権利者全体説明会にて事業計画案の説明
  - 2000年11月　髙島屋と出店に関する覚書締結
  - 2001年4月　都市計画決定の告示
  - 2002年10月　髙島屋より出店辞退の申し入れ
  - 2004年3月　大型専門店案（事業再構築案）〜権利者全体説明会実施〜
  - 2004年10月　権利者全体説明会にて施設計画概要・権利変換の方針等の説明
  - 2005年8月　権利者全体説明会にて施設計画等の説明
  - 2005年11月　権利者全体説明会にて補償基準等の説明
  - 2006年3月　相模原市再開発事業評価監視委員会を開催し原案の通り「継続」となる
  - 2006年4月　都市計画変更の告示
  - 2006年4月　組合参加予約契約を野村不動産と締結
  - 2006年12月　相模大野駅西側地区市街地再開発組合設立認可
  - 2007年3月　組合参加契約を野村不動産と締結
  - 2008年1月　権利変換計画縦覧
  - 2008年8月　定款変更認可
  - 2008年10月　権利変換計画修正　縦覧
  - 2009年2月　事業計画変更認可、定款変更認可、権利変換計画認可
  - 2009年12月6日　既存建物の解体が概ね終わり、起工式が行われる
  - 2012年3月24日　一般公募した再開発事業のタウンネーミングが、「bono（ボーノ）相模大野」に決定する
  - 2013年3月15日　bono相模大野がオープン
- 施行区域
  - 相模大野3丁目2番〜7番地内（約3.1ha）
- 施設計画の概要（予定）
  - 北棟（地下1階地上5階建、延床面積約68,460m2）　大型商業施設（食品スーパー、食物販、大型専門店、スポーツ・カルチャー、レストラン）（1〜5階、屋上）、区分店舗（14区画）（1〜4階）
  - 南棟（地下1階地上26階建と地下1階地上20階建ての2棟、合計延床面積68,030m2）　区分店舗（77区画）（B1〜5階）、公共公益施設（市民大学交流センター、ヘルス・サイエンスセンター（仮称））（3〜4階）、ファミリー分譲住宅（308戸、5〜26階）、小規模賃貸住宅（120戸、6〜20階）
  - 駐車場・駐輪場　立体公共駐車場（約500台）、立体商業駐車場（約200台）、地下公共駐輪場（約3,000台）、地下商業駐輪場（約1,000台）
- 目標スケジュール
  - 2009年度　仮設店舗設置、建物解体・除却工事
  - 2012年12月　竣工

## その他

### 日本郵便
- 郵便番号 : 252-0303[3]（集配局 : 座間郵便局[19]）